# Cucina berbera
La cucina berbera è la cucina tradizionale del Maghreb. Data la vastità del territorio nordafricano, non sorprende trovare usi alimentari differenti da un'area a un'altra, e quindi non è facile individuare una cucina "tipica".
I berberi sono gli abitanti originari della regione. Molti di essi oggi parlano dialetti arabi, ma numerose comunità, per un totale di diversi milioni di persone, parlano ancora la lingua autoctona, sopravvissuta nonostante le varie incursioni da parte dei Fenici, Romani, Bizantini, Arabi, Ottomani e Francesi.
A seconda delle risorse naturali disponibili e delle consuetudini, ogni gruppo berbero ha proprie consuetudini alimentari. Per esempio, la tribù dei zayani della regione di Khenifra in mezzo ai monti dell'Atlante, ha una cucina di notevole semplicità. Si basa primariamente sul granturco, latte di pecora, formaggio di capra, burro, miele, carne e selvaggina.
I principali cibi berberi sono:

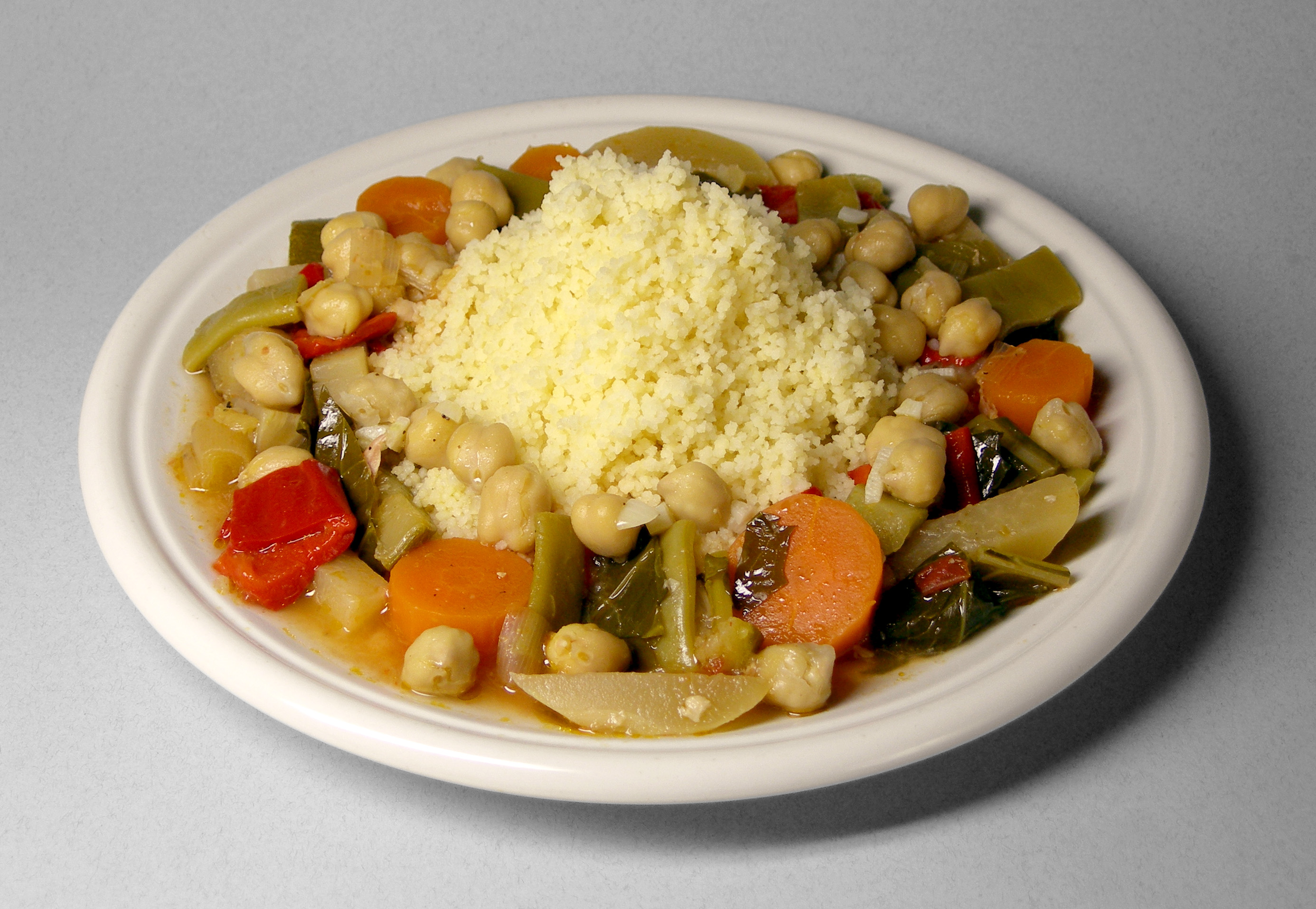
Cuscus

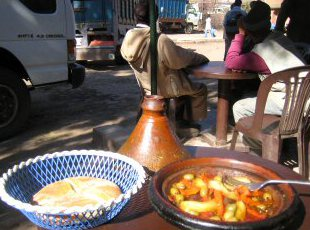
Tajine

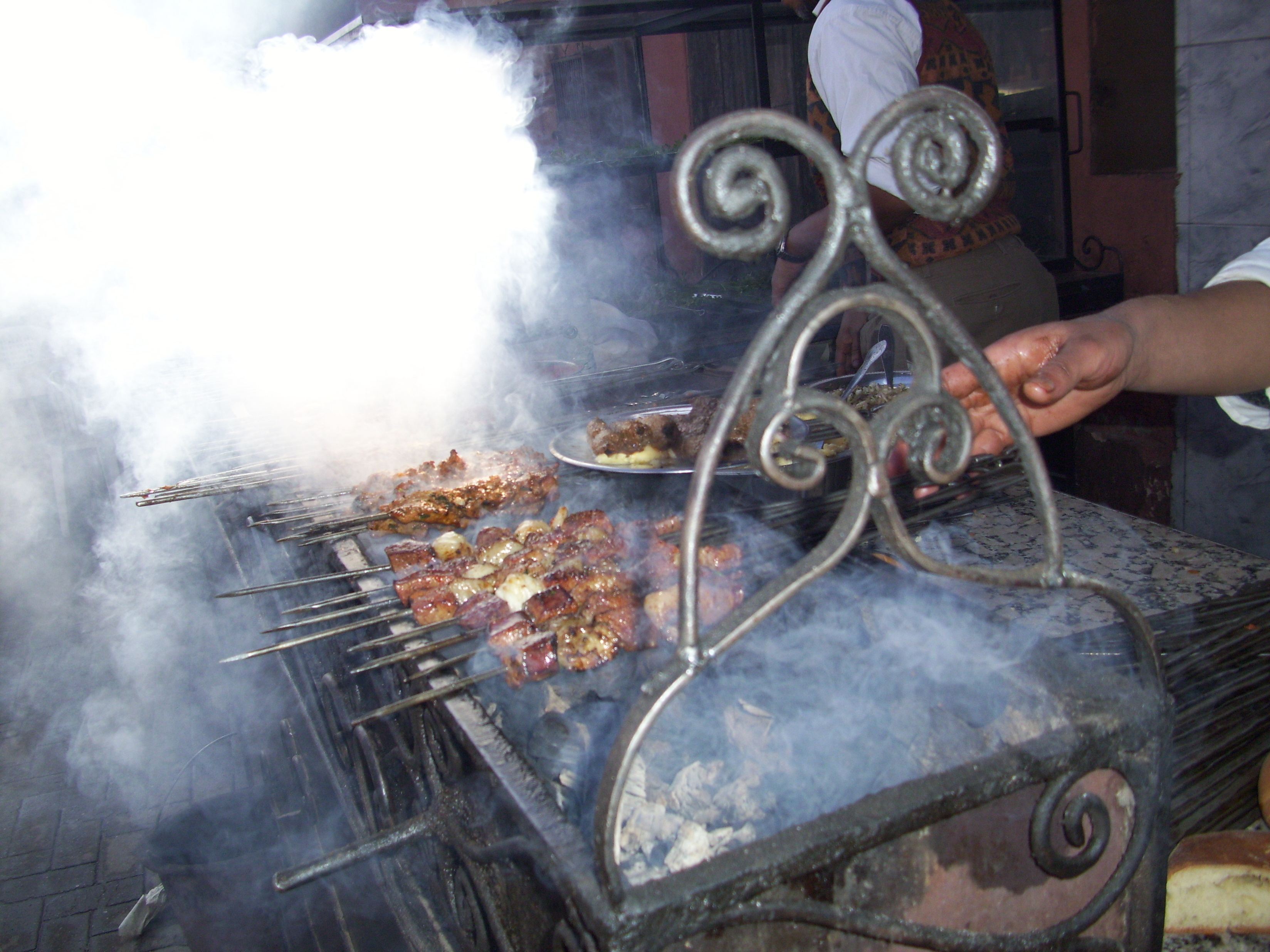
Tahricht

- Cuscus, il piatto più tipico del Nordafrica, oggigiorno conosciuto e apprezzato in tutto il mondo. Se ne conoscono infinite varietà: con carne, con pollo, con pesce, con verdure, più o meno piccanti, più o meno dolci, ecc.
- Tangia, un piatto tipico marocchino che contiene diversi pezzi di carne come agnello, mucca ecc.
- Gofio, impasto di farina di grani abbrustoliti tipico delle isole Canarie.
- Tè alla menta.
- Tajine un piatto molto diversificato, cucinato in diversi modi:
  - Tajine con pollo, limone e olive;
  - Tajine con tonno;
  - Tajine con le sardine;
  - Tajine con carne di agnello e succo di susine;
  - Tajine con susine;
  - Tajine con legumi e indivia;
  - Tajine con tacchino e patate.
- Pastilla o bastilla  un piatto tradizionale marocchino.
- Pane fatto con lievito tradizionale.
- Bouchiar (wafer fine senza lievito ricoperto di burro e miele naturale).
- Bourjeje (frittella fatta con farina, uova, lievito e sale).
- bsisa o aḍemmin (polvere di farina di grano e orzo a ciò vanno aggiunte varie spezie come coriandolo, cumino, mandorle, oltre a datteri e zucchero).
- Matbucha (insalata elaborata di pomodori, peperoni arrostiti, olio di oliva ed aglio).
- Tahricht (contenente viscere quali il cervello, la trippa, i polmoni e il cuore: questi ingredienti sono arrotolati con l'intestino su un bastone di quercia e cucinati sulla brace).
- Mechoui o barbecue di agnello - un'intera pecora cotta in un forno creato appositamente per questo uso. L'animale è cucinato con burro naturale, che lo rende più saporito. Questo piatto è servito soprattutto in occasione di festività.
- Insalata mechouia, insalata di pomodori, peperoni, melanzane grigliati, conditi con sale, pepe, aglio, polvere di coriandolo e olio d'oliva.
- Amlou, piatto dolce marocchino.